# Gérard Gosselin
Pour les articles homonymes, voir Gosselin.
Gérard Gosselin né le 1er février 1945 à Saint-Just-de-Bretenières est un homme politique québécois. Il fut député de la circonscription de Sherbrooke à l'Assemblée nationale de 1976 à 1981. 

## Biographie
Il est le fils de Vital Gosselin et de Présilda Bélanger, il est également le neveu de l'homme politique Fabien Bélanger. Il étudie au Séminaire de Sherbrooke et à l'Université de Sherbrooke. Il obtient un baccalauréat ès arts en 1966, un baccalauréat en sciences religieuses et une licence en enseignement en 1972.
Il est professeur dans plusieurs institutions entre 1966 et 1976. De 1976 à 1988, il est chargé de cours à l'Université de Sherbrooke. 
Parallèlement, il est organisateur communautaire et journaliste à la pige pour les médias régionaux de 1967 à 1975. Il est également directeur du Carrefour de cultures populaires à Sherbrooke de 1973 à 1975. Il est membre fondateur et président de la Coopérative funéraire de l'Estrie en plus d'être membre du conseil d'administration du Centre communautaire juridique de l'Estrie et membre d'OXFAM, de SUCO et d'ACANU.
Gérard Gosselin est membre fondateur du Mouvement souveraineté-association. Il est élu député du Parti québécois dans Sherbrooke en 1976. Il est cependant défait par Raynald Fréchette à l'assemblée d'investiture de 1981.
À la suite de sa défaite, il devient consultant en politique familiale à compter de 1982. Il est ensuite conseiller politique en 1982 et en 1985. De 1982 à 1983, il est commissaire au Bureau des audiences publiques sur l'environnement. Il est membre du comité consultatif du ministère du Revenu de 1983 à 1986. En 1984, il devient directeur par intérim de la Coopérative funéraire de l'Estrie à Sherbrooke. En 1987, il retourne à l'enseignement et sera professeur à Terre-Neuve-et-Labrador, à Kingston, à Saskatchewan, ainsi qu'un peu partout au Québec, et ce, jusqu'en 2004. 
Aux élections fédérales de 2000, il se présente comme candidat de l'Alliance canadienne dans Rimouski–Neigette-et-La-Mitis, mais il n'est pas élu.
En 2011, il devient président de l'Association québécoise de défense des droits des personnes retraitées et pré-retraitées de Coaticook. 

## Distinctions et prix
En 1992, Gérard Gosselin est nommé bâtisseur de l'Estrie. Il est également décoré du Mérite estrien en 2005 pour sa participation à la fondation de la Coopérative funéraire de l'Estrie en 1974.